# Liga Premier de Egipto 2022-23
La Liga Premier de Egipto 2022-23, también llamada Liga WE por motivos de patrocinio, fue la 64.° temporada de la Premier League de Egipto. La temporada comenzó el 18 de octubre de 2022 y terminó el 26 de julio de 2023.
El campeón fue el Al-Ahly, quien consiguió su título 43 de liga.

## Ascensos y descensos
Al término de la temporada 2021-22, descendieron El Gouna, Eastern Company y Misr El Makasa; y ascendieron Aswan, El Dakhleya y Haras El-Hodood tras haber ganado cada uno de los tres grupos de la Segunda División de Egipto.
| Pos. | Descendidos a Segunda División de Egipto 2022-23 |
| ---- | ------------------------------------------------ |
| 16.º | El Gouna                                         |
| 17.º | Eastern Company                                  |
| 18.º | Misr El Makasa                                   |

| Pos.       | Ascendidos de Segunda División de Egipto 2021-22 |
| ---------- | ------------------------------------------------ |
| 1.º (G. A) | Aswan SC                                         |
| 1.º (G. B) | El Dakhleya                                      |
| 1.º (G. C) | Haras El-Hodood                                  |

## Información de los equipos
| Equipo                  | Ciudad              | Estadio                           | Capacidad |
| ----------------------- | ------------------- | --------------------------------- | --------- |
| Al-Ahly                 | El Cairo            | Estadio Al-Salam                  | 30 000    |
| Al-Ittihad Alexandria   | Alejandría          | Estadio de Alejandría             | 19 676    |
| Al-Masry                | Puerto Said         | Estadio Borg El Arab              | 86 000    |
| Aswan SC                | Asuán               | Estadio Aswan                     | 20 000    |
| Ceramica Cleopatra FC   | Guiza               | Estadio de Suez                   | 27 000    |
| El Dakhleya             | El Cairo            | Estadio Sekka El Hadeed           | 20 000    |
| El-Mokawloon El-Arab SC | El Cairo            | Estadio Osman Ahmed Osman         | 35 000    |
| ENPPI Club              | El Cairo            | Estadio Petro Sport               | 16 000    |
| Future FC               | El Cairo            | Estadio 30 de Junio               | 30 000    |
| Ghazl El-Mehalla        | El-Mahalla El-Kubra | Estadio El Mahalla                | 14 564    |
| Haras El-Hodood         | Alejandría          | Estadio Haras El-Hodood           | 22 000    |
| Ismaily SC              | Ismailía            | Estadio de Ismailia               | 18 525    |
| National Bank of Egypt  | El Cairo            | Estadio El-Shorta                 | 8500      |
| Pharco FC               | Alejandría          | Estadio Borg El Arab              | 86 000    |
| Pyramids FC             | El Cairo            | Estadio 30 de Junio               | 30 000    |
| Smouha SC               | Alejandría          | Estadio de Alejandría             | 19 676    |
| Tala'ea El-Gaish SC     | El Cairo            | Estadio Gehaz El Reyada           | 20 000    |
| Zamalek SC              | El Cairo            | Estadio Internacional de El Cairo | 75 000    |

## Desarrollo

### Tabla de posiciones
| Pos. | Equipo                 | Pts. | PJ | G  | E  | P  | GF | GC | Dif. | Clasificación o descenso 2023-24 |
| ---- | ---------------------- | ---- | -- | -- | -- | -- | -- | -- | ---- | -------------------------------- |
| 1    | Al-Ahly (C)            | 83   | 34 | 25 | 8  | 1  | 63 | 13 | +50  | Liga de Campeones de la CAF      |
| 2    | Pyramids               | 73   | 34 | 22 | 7  | 5  | 58 | 24 | +34  | Liga de Campeones de la CAF      |
| 3    | Zamalek                | 60   | 34 | 17 | 9  | 8  | 52 | 36 | +16  | Copa Confederación de la CAF     |
| 4    | Future                 | 58   | 34 | 15 | 13 | 6  | 34 | 23 | +11  | Copa Confederación de la CAF     |
| 5    | Al-Masry               | 48   | 34 | 11 | 15 | 8  | 34 | 33 | +1   |                                  |
| 6    | ENPPI Club             | 45   | 34 | 13 | 6  | 15 | 33 | 40 | −7   |                                  |
| 7    | El-Mokawloon El-Arab   | 44   | 34 | 9  | 17 | 8  | 35 | 33 | +2   |                                  |
| 8    | Al-Ittihad Alexandria  | 43   | 34 | 12 | 7  | 15 | 36 | 43 | −7   |                                  |
| 9    | Pharco                 | 42   | 34 | 9  | 15 | 10 | 31 | 34 | −3   |                                  |
| 10   | Smouha                 | 42   | 34 | 10 | 12 | 12 | 36 | 43 | −7   |                                  |
| 11   | Ismaily                | 40   | 34 | 9  | 13 | 12 | 35 | 38 | −3   |                                  |
| 12   | National Bank of Egypt | 39   | 34 | 9  | 12 | 13 | 35 | 40 | −5   |                                  |
| 13   | Ceramica Cleopatra     | 37   | 34 | 7  | 16 | 11 | 31 | 32 | −1   |                                  |
| 14   | Tala'ea El-Gaish       | 36   | 34 | 8  | 12 | 14 | 33 | 45 | −12  |                                  |
| 15   | El Dakhleya            | 35   | 34 | 7  | 14 | 13 | 32 | 43 | −11  |                                  |
| 16   | Aswan (D)              | 33   | 34 | 8  | 9  | 17 | 32 | 45 | −13  | Segunda División                 |
| 17   | Ghazl El-Mehalla (D)   | 33   | 34 | 8  | 9  | 17 | 26 | 47 | −21  | Segunda División                 |
| 18   | Haras El-Hodood (D)    | 25   | 34 | 5  | 10 | 19 | 21 | 45 | −24  | Segunda División                 |

 Fuente: Flashscore
Criterios de clasificación: Puntos · Enfrentamientos directos · Diferencia de goles · Goles a favor · Puntos fair-play · Play-off.
Notas:
1. 1 2  Puntos en partidos directos: Pharco 6, Smouha 0.

|                              |
| Bandera de Egipto            |
| Campeón Al-Ahly 43.er título |

### Evolución de la clasificación
| Jornada / Equipo | 1  | 2  | 3  | 4  | 5  | 6  | 7  | 8  | 9  | 10 | 11 | 12 | 13 | 14 | 15 | 16 | 17 | 18 | 19 | 20 | 21 | 22 | 23 | 24 | 25 | 26 | 27 | 28 | 29 | 30 | 31 | 32 | 33 | 34 |
| Jornada / Equipo |    |    |    |    |    |    |    |    |    |    |    |    |    |    |    |    |    |    |    |    |    |    |    |    |    |    |    |    |    |    |    |    |    |    |
| ---------------- | -- | -- | -- | -- | -- | -- | -- | -- | -- | -- | -- | -- | -- | -- | -- | -- | -- | -- | -- | -- | -- | -- | -- | -- | -- | -- | -- | -- | -- | -- | -- | -- | -- | -- |
| Al-Ahly          | 4  | 3  | 1  | 1  | 1  | 1  | 1  | 1  | 1  | 2  | 1  | 1  | 1  | 1  | 1  | 1  | 1  | 1  | 1  | 1  | 1  | 1  | 1  | 1  | 1  | 1  | 1  | 1  | 1  | 1  | 1  | 1  | 1  | 1  |
| Pyramids         | 7  | 9  | 12 | 9  | 6  | 9  | 5  | 4  | 5  | 4  | 4  | 4  | 4  | 3  | 3  | 2  | 2  | 2  | 2  | 2  | 3  | 2  | 3  | 2  | 2  | 2  | 2  | 2  | 2  | 2  | 2  | 2  | 2  | 2  |
| Zamalek          | 3  | 1  | 3  | 2  | 3  | 2  | 2  | 2  | 2  | 1  | 2  | 3  | 3  | 4  | 5  | 4  | 4  | 4  | 4  | 4  | 4  | 4  | 4  | 4  | 4  | 4  | 4  | 4  | 4  | 4  | 4  | 4  | 3  | 3  |
| Future           | 2  | 4  | 6  | 5  | 4  | 3  | 4  | 3  | 3  | 3  | 3  | 2  | 2  | 2  | 2  | 3  | 3  | 3  | 3  | 3  | 2  | 3  | 2  | 3  | 3  | 3  | 3  | 3  | 3  | 3  | 3  | 3  | 4  | 4  |
| Al-Masry         | 18 | 15 | 9  | 12 | 12 | 15 | 11 | 10 | 10 | 11 | 10 | 8  | 8  | 8  | 8  | 8  | 9  | 11 | 10 | 10 | 7  | 7  | 7  | 6  | 6  | 7  | 7  | 7  | 6  | 6  | 6  | 5  | 5  | 5  |
| ENPPI            | 8  | 12 | 15 | 15 | 13 | 12 | 13 | 14 | 16 | 16 | 13 | 15 | 17 | 17 | 13 | 14 | 14 | 14 | 14 | 15 | 13 | 13 | 13 | 11 | 12 | 9  | 10 | 9  | 9  | 9  | 9  | 7  | 8  | 6  |
| El-Mokawloon     | 6  | 11 | 10 | 11 | 7  | 7  | 7  | 7  | 7  | 7  | 7  | 6  | 5  | 5  | 4  | 5  | 5  | 5  | 6  | 6  | 6  | 6  | 6  | 7  | 7  | 6  | 6  | 5  | 5  | 5  | 5  | 6  | 6  | 7  |
| Al-Ittihad       | 5  | 2  | 2  | 3  | 5  | 6  | 6  | 6  | 4  | 6  | 6  | 7  | 7  | 7  | 7  | 7  | 6  | 6  | 5  | 5  | 5  | 5  | 5  | 5  | 5  | 5  | 5  | 6  | 8  | 8  | 8  | 8  | 7  | 8  |
| Pharco           | 11 | 6  | 7  | 7  | 5  | 8  | 9  | 11 | 12 | 14 | 15 | 12 | 11 | 13 | 15 | 12 | 11 | 9  | 8  | 8  | 8  | 9  | 9  | 8  | 8  | 8  | 8  | 8  | 7  | 7  | 7  | 9  | 9  | 9  |
| Smouha           | 17 | 13 | 13 | 13 | 10 | 14 | 10 | 12 | 13 | 13 | 12 | 14 | 13 | 10 | 11 | 10 | 10 | 12 | 11 | 11 | 9  | 10 | 10 | 9  | 9  | 10 | 9  | 10 | 10 | 10 | 10 | 10 | 10 | 10 |
| Ismaily          | 15 | 17 | 14 | 14 | 16 | 16 | 16 | 13 | 15 | 18 | 18 | 18 | 18 | 18 | 18 | 17 | 17 | 18 | 18 | 17 | 18 | 15 | 15 | 16 | 15 | 14 | 14 | 14 | 11 | 12 | 13 | 13 | 12 | 11 |
| NBE              | 10 | 10 | 5  | 10 | 14 | 11 | 14 | 15 | 17 | 12 | 14 | 13 | 14 | 15 | 16 | 15 | 16 | 17 | 17 | 18 | 15 | 16 | 16 | 17 | 16 | 16 | 16 | 15 | 13 | 11 | 11 | 11 | 13 | 12 |
| Ceramica         | 1  | 8  | 11 | 8  | 11 | 9  | 8  | 8  | 8  | 8  | 8  | 10 | 10 | 11 | 10 | 11 | 12 | 10 | 12 | 12 | 11 | 11 | 11 | 12 | 11 | 11 | 12 | 11 | 12 | 13 | 12 | 12 | 11 | 13 |
| El-Gaish         | 13 | 5  | 8  | 6  | 8  | 10 | 12 | 9  | 9  | 9  | 11 | 11 | 12 | 12 | 12 | 13 | 13 | 14 | 13 | 14 | 16 | 17 | 17 | 15 | 17 | 17 | 17 | 17 | 17 | 16 | 14 | 14 | 14 | 14 |
| El Dakhleya      | 12 | 14 | 16 | 16 | 17 | 17 | 17 | 17 | 14 | 15 | 16 | 17 | 16 | 14 | 14 | 16 | 18 | 13 | 15 | 13 | 14 | 14 | 14 | 14 | 14 | 15 | 15 | 16 | 16 | 17 | 17 | 17 | 17 | 15 |
| Aswan            | 14 | 18 | 18 | 18 | 15 | 13 | 15 | 16 | 11 | 10 | 9  | 9  | 9  | 9  | 9  | 9  | 8  | 8  | 9  | 9  | 12 | 12 | 12 | 13 | 13 | 13 | 11 | 12 | 15 | 14 | 16 | 15 | 15 | 16 |
| El-Mehalla       | 9  | 7  | 4  | 3  | 2  | 4  | 3  | 5  | 6  | 5  | 5  | 5  | 6  | 6  | 6  | 6  | 7  | 7  | 7  | 7  | 10 | 8  | 8  | 10 | 10 | 12 | 13 | 13 | 14 | 15 | 15 | 17 | 16 | 17 |
| El-Hodood        | 16 | 16 | 17 | 17 | 18 | 18 | 18 | 18 | 18 | 17 | 17 | 16 | 15 | 16 | 17 | 18 | 15 | 16 | 16 | 16 | 17 | 18 | 18 | 18 | 18 | 18 | 18 | 18 | 18 | 18 | 18 | 18 | 18 | 18 |

### Resultados
| Local \ Visitante      | AHL | CLE | ASW | ENP | FUT | GHA | DAK | ISM | ITI | MAS | HAR | MOK | NBE | PHA | PYR | SMO | TAL | ZAM |
| ---------------------- | --- | --- | --- | --- | --- | --- | --- | --- | --- | --- | --- | --- | --- | --- | --- | --- | --- | --- |
| Al-Ahly                | —   | 1–0 | 1–0 | 2–0 | 1–1 | 3–0 | 1–1 | 1–0 | 3–0 | 0–0 | 1–1 | 2–1 | 1–0 | 3–0 | 3–0 | 0–0 | 2–1 | 4–1 |
| Ceramica Cleopatra     | 1–1 | —   | 3–2 | 0–1 | 2–3 | 0–0 | 0–0 | 1–1 | 0–0 | 3–0 | 2–1 | 0–0 | 2–1 | 0–0 | 2–1 | 0–2 | 0–0 | 0–2 |
| Aswan                  | 0–3 | 1–1 | —   | 2–0 | 1–2 | 0–1 | 2–4 | 0–0 | 0–1 | 3–1 | 1–1 | 1–1 | 1–2 | 1–0 | 0–3 | 1–1 | 2–2 | 2–1 |
| ENPPI Club             | 0–2 | 1–0 | 2–0 | —   | 2–3 | 1–0 | 0–0 | 1–2 | 1–0 | 1–2 | 0–0 | 2–1 | 2–1 | 2–1 | 1–1 | 0–2 | 0–0 | 1–1 |
| Future                 | 0–0 | 1–0 | 2–1 | 1–0 | —   | 1–0 | 0–1 | 0–0 | 1–0 | 1–1 | 1–0 | 0–0 | 3–0 | 0–0 | 1–1 | 1–1 | 0–0 | 2–3 |
| Ghazl El-Mehalla       | 0–2 | 0–3 | 1–2 | 1–0 | 0–1 | —   | 2–1 | 2–1 | 2–0 | 1–1 | 1–2 | 0–3 | 0–0 | 0–0 | 0–2 | 0–2 | 3–2 | 2–1 |
| El Dakhleya            | 1–4 | 0–0 | 1–2 | 1–1 | 0–1 | 2–1 | —   | 0–1 | 1–2 | 0–1 | 1–1 | 1–2 | 3–3 | 0–0 | 2–1 | 0–0 | 0–0 | 1–1 |
| Ismaily                | 0–1 | 1–1 | 1–1 | 3–1 | 0–0 | 1–1 | 3–1 | —   | 4–1 | 0–1 | 1–0 | 1–3 | 0–0 | 0–0 | 1–2 | 0–1 | 0–1 | 2–1 |
| Al-Ittihad             | 0–2 | 1–0 | 2–0 | 1–2 | 0–1 | 0–2 | 2–0 | 1–1 | —   | 1–2 | 1–0 | 0–0 | 0–0 | 1–0 | 1–2 | 3–1 | 3–1 | 0–0 |
| Al-Masry               | 0–0 | 0–3 | 1–2 | 2–0 | 2–0 | 1–1 | 1–1 | 1–2 | 2–1 | —   | 1–0 | 2–2 | 0–0 | 1–2 | 0–0 | 0–1 | 1–0 | 3–2 |
| Haras El-Hodood        | 0–3 | 0–0 | 1–0 | 0–1 | 0–2 | 2–1 | 0–1 | 2–0 | 2–2 | 0–0 | —   | 0–2 | 2–1 | 0–0 | 0–1 | 0–0 | 2–3 | 0–3 |
| El-Mokawloon El-Arab   | 1–4 | 2–1 | 1–0 | 3–2 | 0–0 | 1–1 | 0–1 | 2–2 | 0–0 | 0–0 | 3–2 | —   | 1–1 | 0–0 | 0–0 | 0–1 | 0–0 | 0–0 |
| National Bank of Egypt | 0–3 | 3–1 | 0–0 | 2–3 | 1–0 | 2–2 | 3–1 | 2–0 | 2–3 | 0–0 | 1–0 | 2–1 | —   | 1–1 | 2–1 | 2–2 | 2–0 | 0–1 |
| Pharco                 | 1–2 | 1–1 | 0–0 | 0–1 | 2–3 | 3–1 | 1–1 | 1–1 | 3–2 | 0–3 | 1–0 | 2–1 | 1–0 | —   | 0–1 | 1–0 | 1–1 | 3–0 |
| Pyramids               | 3–0 | 2–2 | 2–1 | 2–1 | 1–0 | 4–0 | 2–0 | 3–1 | 3–0 | 0–0 | 1–0 | 2–0 | 2–0 | 3–0 | —   | 5–2 | 4–2 | 0–0 |
| Smouha                 | 0–2 | 2–2 | 1–2 | 2–1 | 1–1 | 0–0 | 4–3 | 1–3 | 0–2 | 1–1 | 3–0 | 0–0 | 1–1 | 0–2 | 1–2 | —   | 2–1 | 1–3 |
| Tala'ea El-Gaish       | 0–2 | 0–0 | 1–0 | 2–1 | 0–0 | 1–0 | 0–1 | 1–1 | 3–4 | 3–1 | 2–2 | 1–2 | 1–0 | 2–2 | 0–1 | 2–0 | —   | 0–4 |
| Zamalek                | 0–3 | 1–0 | 1–0 | 0–2 | 2–1 | 2–0 | 1–1 | 3–1 | 2–1 | 2–2 | 4–0 | 2–2 | 1–0 | 2–2 | 1–0 | 2–0 | 2–0 | —   |